# Спеціалізована дитячо-юнацька спортивна школа олімпійського резерву
Спеціалізована дитячо-юнацька спортивна школа олімпійського резерву (або скорочено — СДЮСШОР) — в Україні тип дитячо-юнацьких спортивних шкіл, які забезпечують підготовку лише з олімпійських видів спорту та мають вищу категорію з таких видів спорту. 
У спеціалізованих дитячо-юнацьких спортивних школах олімпійського резерву не допускається відкриття відділень з неолімпійських видів спорту. 